# Kabinett Berlusconi II
Das Kabinett Berlusconi II regierte Italien vom 11. Juni 2001 bis zum 23. April 2005. Silvio Berlusconis Mitte-rechts-Wahlbündnis Casa delle Libertà hatte die Parlamentswahlen im Mai 2001 gewonnen. Die zweite Regierung von Ministerpräsident Berlusconi trat zurück, weil das Mitte-rechts-Bündnis im April 2005 die Regionalwahlen verloren hatte. Das folgende umgebildete Kabinett Berlusconi III blieb bis zum regulären Ende der laufenden Legislaturperiode (2006) im Amt.

## Ministerliste
Die Neuordnung und Fusion verschiedener Ministerien im Jahr 2001 war das Ergebnis der Arbeit der davor regierenden Mitte-links-Regierungen (Riforma Bassanini).

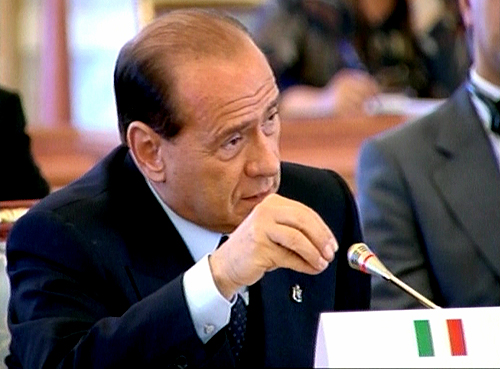
Silvio Berlusconi (2003)

| Ministerien                         | Name | Partei           |
| ----------------------------------- | --- | ---------------- |
| Ministerpräsident                   | Silvio Berlusconi | FI               |
| Stellvertretender Ministerpräsident | Gianfranco Fini | AN               |
| Stellvertretender Ministerpräsident | Marco Follini (vom 3. Dezember 2004 bis zum 18. April 2005) | CCD/UDC          |
| Äußeres                             | Renato Ruggiero (bis 6. Januar 2002) Silvio Berlusconi (bis 14. November 2002, ad interim) Franco Frattini (bis 18. November 2004) Gianfranco Fini (ab 18. November 2004) | parteilos FI AN  |
| Inneres                             | Claudio Scajola (bis 3. Juli 2002) Giuseppe Pisanu (ab 3. Juli 2002) | FI               |
| Justiz                              | Roberto Castelli | LN               |
| Verteidigung                        | Antonio Martino | FI               |
| Wirtschaft und Finanzen             | Giulio Tremonti (bis 3. Juli 2004) Silvio Berlusconi (bis 16. Juli 2002, ad interim) Domenico Siniscalco (ab 16. Juli 2004)                                               | FI parteilos     |
| Gewerbe, Industrie                  | Antonio Marzano | FI               |
| Infrastruktur und Verkehr           | Pietro Lunardi | parteilos        |
| Landwirtschaftspolitik              | Gianni Alemanno | AN               |
| Umwelt                              | Altero Matteoli | AN               |
| Arbeit und Soziales                 | Roberto Maroni | LN               |
| Bildung und Forschung               | Letizia Moratti | FI               |
| Kulturgüter                         | Giuliano Urbani | FI               |
| Gesundheit                          | Girolamo Sirchia | parteilos        |
| Kommunikation, Post                 | Maurizio Gasparri | AN               |
| Minister ohne Geschäftsbereich      | Name | Partei           |
| Umsetzung Regierungsprogramm        | Giuseppe Pisanu (bis 3. Juli 2002) Claudio Scajola (ab 28. August 2003)                                                                                                   | FI               |
| Verwaltung, Olympiade               | Franco Frattini (bis 14. November 2002) Luigi Mazzella (bis 2. Dezember 2004) Mario Baccini (ab 2. Dezember 2004)                                                         | FI parteilos UDC |
| Regionen                            | Enrico La Loggia | FI               |
| Innovation, Technologie             | Luigi Stanca | FI               |
| Gleichberechtigung                  | Stefania Prestigiacomo | FI               |
| Europapolitik                       | Rocco Buttiglione | CDU/UDC          |
| Verfassungsreformen                 | Umberto Bossi (bis 19. Juli 2004) Roberto Calderoli (ab 20. Juli 2004) | LN               |
| Beziehungen zum Parlament           | Carlo Giovanardi | CCD/UDC          |
| Auslandsitaliener                   | Mirko Tremaglia | AN               |